# Kuersche

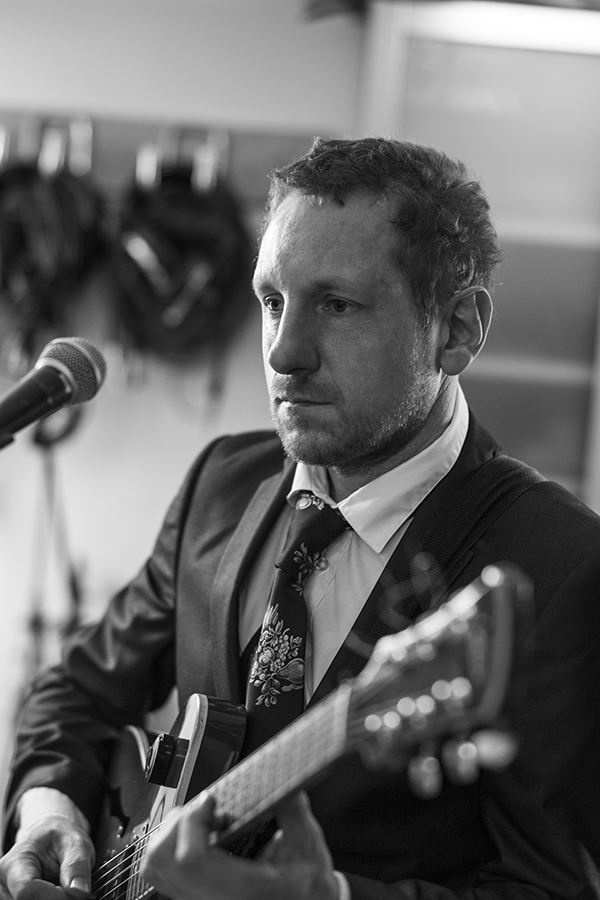
Kuersche

Kuersche, bürgerlich Andreas Kürschner (* 27. Januar 1967 in Pattensen), ist ein deutscher Singer-Songwriter und Produzent.

## Werdegang
1988 gründete Kuersche (Gitarre, Gesang) zusammen mit Dirk Lankenau (Bass, Gesang) und Toni Fontanella (Schlagzeug, Gesang) die Band Storemage. Nach drei veröffentlichten Alben und rund 500 Gigs, u. a. als Support für Robert Forster und Fury in the Slaughterhouse, trennte sich die Band 1994. Seit 1995 ist Kuersche als Solokünstler tätig.

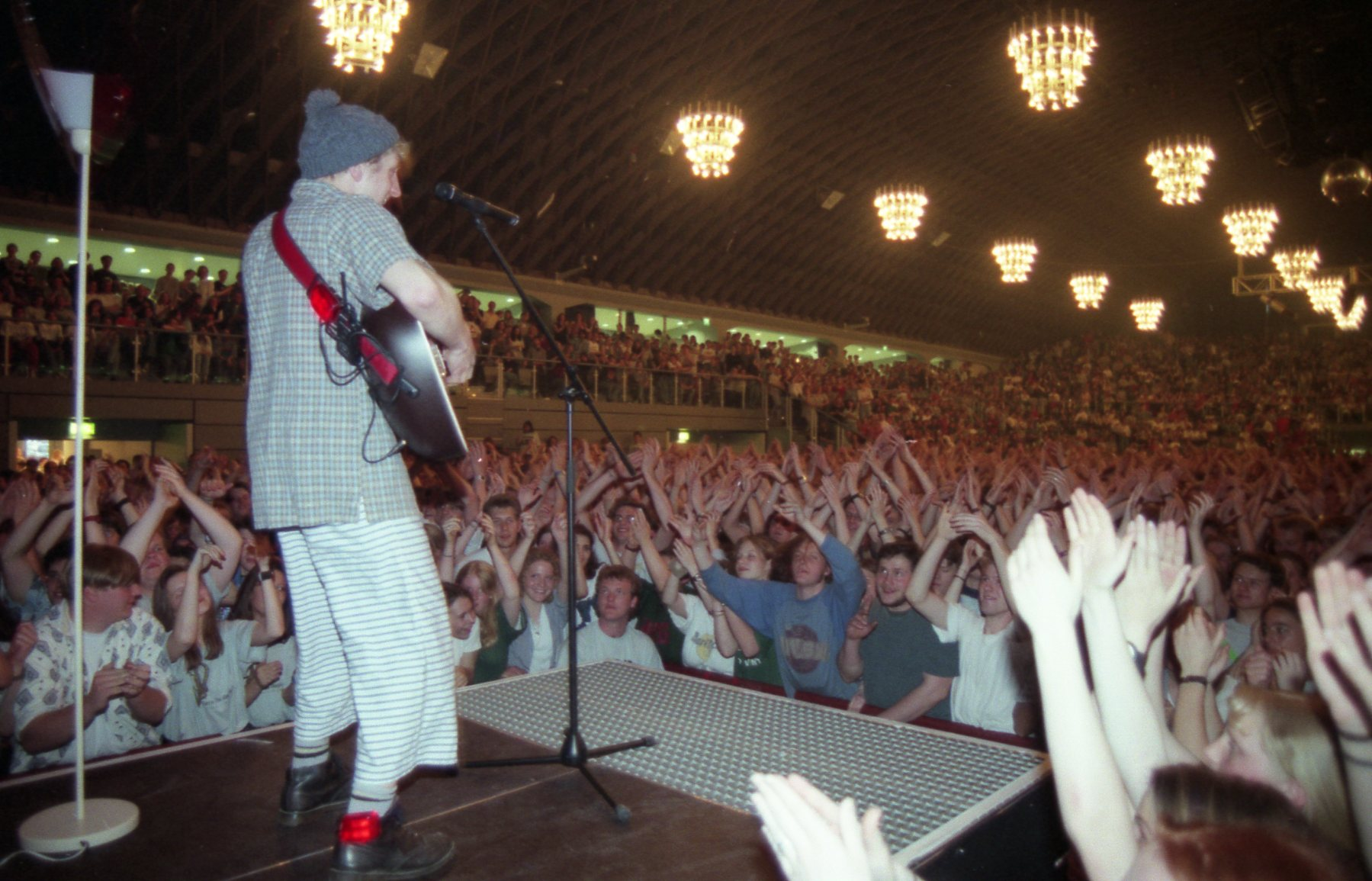
Kuersche als Support auf der Fury-in-the-Slaughterhouse-Tour 1995

Für seine Auftritte hat er verschiedene Formate entwickelt. So spielt er zum Teil ganz alleine entweder als klassischer Singer-Songwriter nur mit akustischer Gitarre oder mit E-Gitarre und elektronischen Loops und Samples. Duo-Auftritte mit Begleitung von wechselnden Schlagzeugern gehören ebenso zum Repertoire wie Konzerte mit kompletter Bandbegleitung, 2013 bis 2016 von den Fury-in-the-Slaughterhouse-Mitgliedern Rainer Schumann (Schlagzeug), Christian Decker (Bass) und Gero Drnek (Gitarre, Gesang) als „Kuersche & Members of Fury in the Slaughterhouse“.

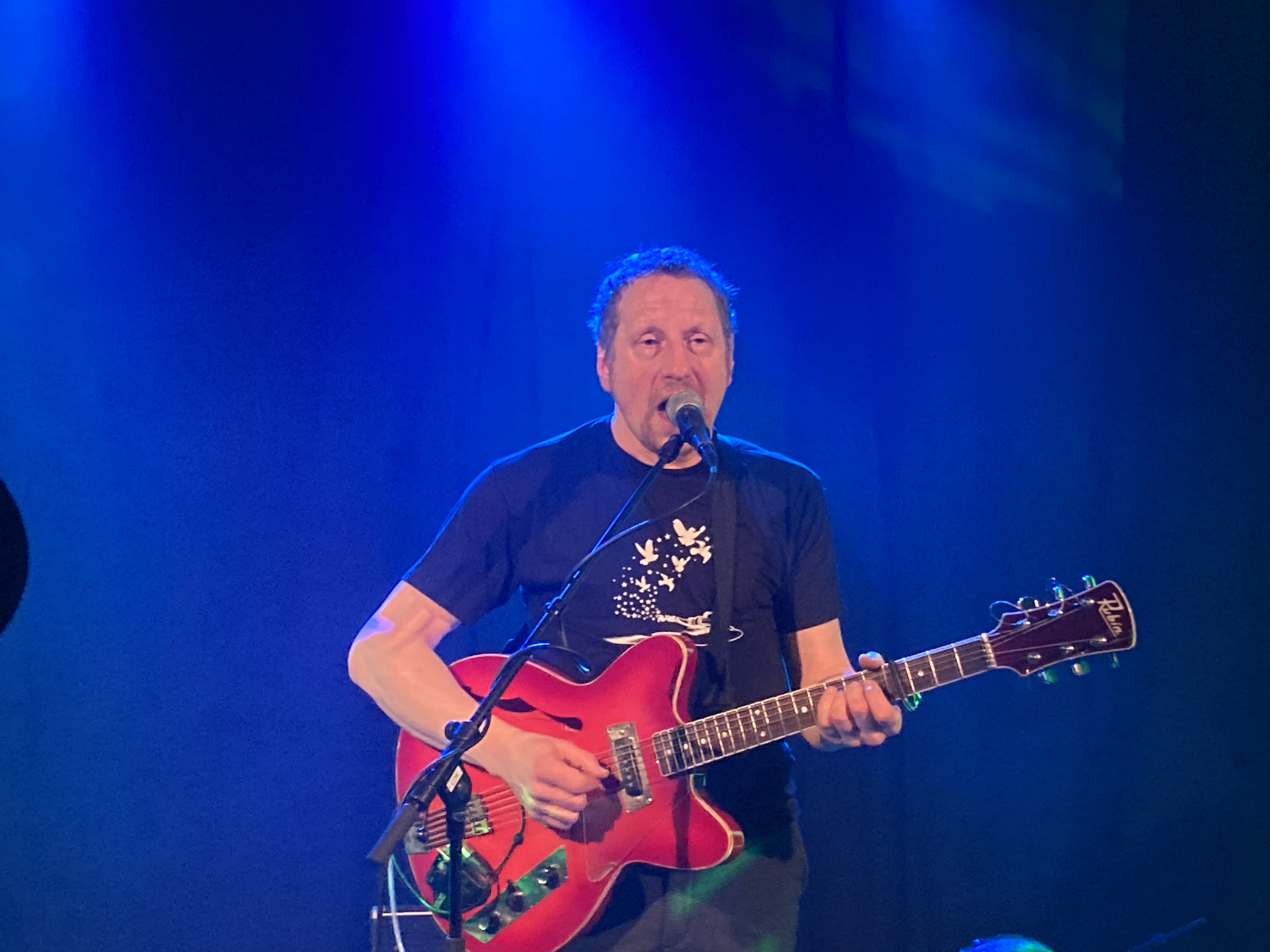
Kuersche am 15. März 2025 in der CD-Kaserne in Celle

Seine veröffentlichten Alben decken eine entsprechende Bandbreite ab, noch erweitert um die Variante des Piano-Duos mit Lutz Krajenski (Roger Cicero Band) auf „Chinese Firecrackers - Piano Edition“.
2013 rief er zusammen mit dem Schauspieler Manfred Upnmoor vom Lübecker theater23.de „Frutti Tutti - Die Festival-Show“ mit verschiedenen Gastkünstlern ins Leben.
Seit 2017 tritt Kuersche in Begleitung der Brüder Jan Neumann (Bass) und Lars Neumann (Schlagzeug) auch als Trio auf.
2020 erweiterte Kuersche seine Band um eine Bläser-Sektion. Neben Bass und Schlagzeug kamen so Daniel Zeinoun (Trompete) und Laurenz C. Wenk (Saxophon) dazu, die ihn bei manchen seiner Auftritte unterstützen.

## Diskografie
Alben
Storemage:
- 1988: „Jon Dave Tomson“
- 1989: „scru sound“ Mini-Album
- 1990: „Skibbereen Dance“
- 1992: „Heyday“
- 2009: „Storemage-Box“ CD/DVD

Kuersche:
- 1995: „Home Recorded“
- 1995: „25% More Live“ Maxi-CD
- 1996: „Kuersche Bootleg live im Lindenhof“
- 1997: „I'm Here“
- 2001: „Foto Remix“ Maxi-CD
- 2002: „Chinese Firecrackers“
- 2003: „Chinese Firecrackers - Piano Edition“
- 2005: „Kuersche feat. Members of Fury in the Slaughterhouse - Live“
- 2007: „Oxygen Overdose“
- 2012: „You Can Use A Man With These Nerves“
- 2014: „Kuersche -Boxed“ DVD/CD-Box
- 2016: „Kuersche & Members of Fury in the Slaughterhouse - New Live Album“
- 2019: „Wooden Chandelier“

Singles
- 1997: „More And More“
- 1998: „Why I’m Here“
- 2000: „Here Comes The Sun“
- 2011: „I Feel Like You“
- 2013: „Step it up“
- 2019: „Tried To Call“
- 2019: „Loss and Pain (Affentanz Remix)“

Sampler
- 1996: Bear Music Popkomm-Sampler: „More and More Live“
- 1997: Die CD zum Lehrstellenprojekt: „More and More“
- 2005: Radio Flora - Sing a Song: „Plastic Figures“
- 2011: Krawmbl - A Tribut Tuse Abstürzende Brieftauben: „Lonely Boy“
- 2013: Aufgelegt Songkultur/Timezone: „This is it“

## Musikvideos
- 1997: „More And More“ (Regie: Ralf Winterheimer & Jörg Staggenborg)
- 1998: „Why I’m Here“ (Regie: Oliver Mielke)
- 2000: „Here Comes The Sun“ (Regie: Oliver Mielke)
- 2002: „Who's Rich“ (Regie: Neo Chat)
- 2002: „Fate“ (Regie: Lutz Beyer)
- 2002: „If you go“ (Regie: Kuersche)
- 2002: „Plastic Figures“ (Regie: Mike Blume)
- 2003: „If you go (Piano Edition)“ (Regie: Mike Blume)
- 2007: „This is it“ (Regie: Mike Blume)
- 2008: „Wilson“ (Regie: Mike Blume)
- 2012: „I Know You Know“ (Regie: Kuersche)
- 2012: „I Feel Like You“ (Regie: Mike Blume)
- 2013: „Step It Up“ (Regie: Mike Blume)
- 2016: „Steal My Heart“ feat. Fury in the Slaughterhouse (Regie: Mike Blume)
- 2019: „Tried To Call“ feat. Albi Husen (Regie: Jörg Kyas)

## Filmografie
- 1996: Comedy-Sendung „Manngold“ mit Cordula Stratmann
- 1997: Weihnachtsfilm „I'm Here!“ (Sat.1)

## Support-Gigs
- 1995: Fury in the Slaughterhouse
- 1996: Die Fantastischen Vier
- 1996: Die Schröders
- 1996: Jazzkantine
- 1997: Nena
- 1998: Fury in the Slaughterhouse
- 2000: Willy DeVille
- 2003: Paul Carrack (Mike and the Mechanics-Sänger)
- 2003: Runrig
- 2004: Ronan Keating
- 2012: Eläkeläiset